# Loxosceles rufescens
Loxosceles rufescens är en spindelart som först beskrevs av Dufour 1820.  Loxosceles rufescens ingår i släktet Loxosceles och familjen Sicariidae. Inga underarter finns listade i Catalogue of Life.